# Florence Welch
Florence Leontine Mary Welch (Londres, Inglaterra; 28 de agosto de 1986) es una cantante, escritora y compositora británica, conocida por ser líder del grupo musical Florence and the Machine.

## Biografía
Nacida en Camberwell, un distrito al sur de Londres, Florence es sobrina del escritor satírico Craig Brown y nieta del exdirector adjunto de The Daily Telegraph y columnista del Daily Mail, Colin Welch. Es hija de Evelyn Welch, profesora de Estudios del Renacimiento y Decana de Filosofía y Letras de la Universidad Queen Mary de Londres, y Nick Welch, un publicista. Su padre contribuyó con un "elemento del rock and roll en la mezcla de la familia". Además, su padre, un confeso "intérprete frustrado", reconoció haber alentado a Florence a que escuche la música de The Ramones en lugar de Green Day.
Florence fue educada en la Escuela Thomas Day de Londres, antes de trasladarse a la Alleyn's School, en el sudeste de Londres, donde le fue bien académicamente. Frecuentemente tenía dificultades en la escuela para el canto improvisado. Después de su meteórico ascenso a la fama, sufrió un ataque de depresión. Al salir de la escuela, Florence estudió en Camberwell College of Arts antes de abandonar sus estudios para centrarse en la música. La fascinación de Welch por el terror surgió debido a la muerte de sus abuelos. A los 10 años, Welch fue testigo del deterioro de su abuelo y su abuela materna, también una historiadora del arte, se suicidó cuando Welch tenía 14 años. Cuando Welch tenía 13 años, ella y su madre se mudaron con su vecino de al lado y sus tres hijos adolescentes. Según Welch: "Nos llevamos estupendamente, pero fue una pesadilla en ese entonces. Solía quedarme en mi habitación y lo único que hacía era bailar". Estos hechos influirían en su música. Cuando era adolescente leía revistas de moda más que revistas musicales. Es posible que, debido a este pasatiempo, decidiese adoptar su cabello rojizo en lugar de su natural cabello castaño. Welch posee una gama vocal de mezzosoprano, con una extensión de tres octavas de mi3- fa#5 en voz de pecho y la 6 en voz de cabeza y tiene como una de sus máximas referentes a la cantante Stevie Nicks, de la banda Fleetwood Mac, tanto musical como estéticamente.

## Carrera musical

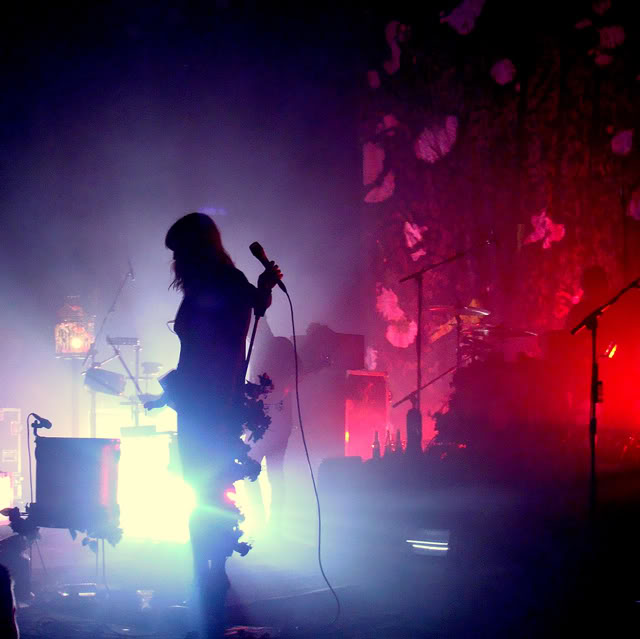
Florence and the Machine presentándose en el O2 ABC Glasgow durante el Lungs Tour

### 2006-2011: Florence and the Machine yLungs
En 2007, Welch grabó con una banda de jazz-funk llamada Ashok, que lanzó un álbum titulado Plans para los sellos Filthy Lucre/ About Records. Este álbum incluye la primera versión de su posterior éxito "Kiss with a Fist", que en ese entonces se titulaba "Happy Slap". Firmó con un gerente su contrato con Ashok, pero tenían la sensación de que ella no encuadraba en la banda, y decidió renunciar y, a su vez, cancelar el contrato.
Mairead Nash es la representante de Florence and the Machine (una mitad del dúo de Queens DJ Noize), que decidió contratar a la cantante cuando, una noche, Welch siguió ebria a Nash por los baños de un club cantando "Something's Got a Hold on Me" de Etta James. También ha incursionado por fuera de la banda en varios proyectos. En 2009, colaboró en los coros de "She's No Sense" para la banda británica de indie rock The Big Pink, incluida en el sencillo de la canción "Dominos".
El nombre de la banda Florence and the Machine, surgió cuando Florence Welch comenzó a hacer música con su amiga Isabella Summers. Se presentaban bajo el nombre Florence Robot/Isa Machine y atrajeron la atención local en 2006, hasta que ese nombre fue considerado un tanto engorroso y se suprimió quedando el nombre actual, Florence and the Machine. Ambas se distanciaron algún tiempo y Florence Welch continuó actuando como Florence and the Machine. Posteriormente, Isabella Summers se reincorporó a la banda como tecladista.
Florence and the Machine lanzaron su álbum debut Lungs en el Reino Unido el 6 de julio de 2009. El álbum fue lanzado oficialmente con un set en el Rivoli Ballroom en Brockley, South East London. Alcanzó el número uno en el Reino Unido y el número dos en Irlanda. El 6 de agosto de 2009, el álbum había vendido más de 100.000 copias en el Reino Unido y el 10 de agosto había estado en el número dos durante cinco semanas consecutivas. Tras su lanzamiento el 25 de julio de 2009 para su descarga en los Estados Unidos, debutó en el número diecisiete en la lista Billboard Heatseekers Albums,finalmente alcanzando el número uno. El álbum fue lanzado físicamente en los Estados Unidos el 20 de octubre por Universal Republic. Fue producido por James Ford, Paul Epworth, Steve Mackey y Charlie Hugall.
Welch contribuyó con la voz en el álbum de 2010 de David Byrne y Fatboy Slim, Here Lies Love, un álbum sobre Imelda Marcos. En enero de 2011, Welch estaba trabajando con Drake en material programado para su próximo álbum.
El 27 de febrero de 2011, Welch reemplazó a la embarazada Dido y cantó su parte de la nominada a Mejor Canción Original If I Rise (de 127 Hours) con A. R. Rahman en la 83.ª edición de los Premios de la Academia.

### 2011-2013:Ceremonialsy colaboraciones

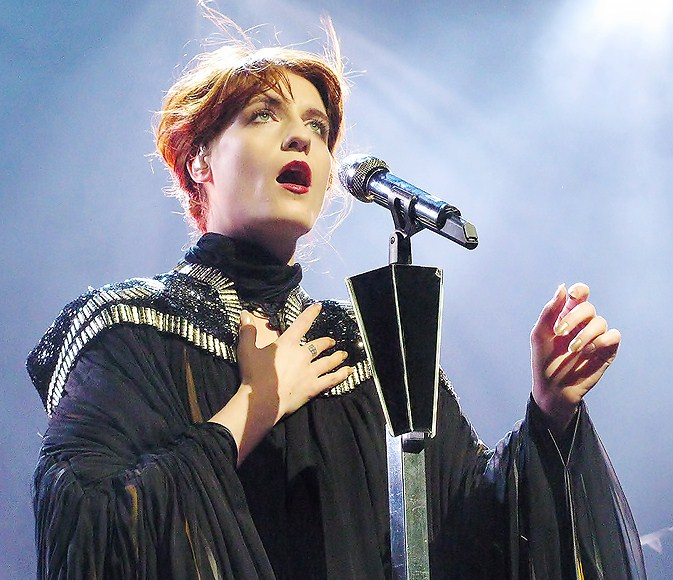
Florence Welch en 2012.

En 2011, Welch deslizó la posibilidad de colaborar con el rapero canadiense Drake; no obstante, en noviembre del mismo año su banda Florence and the Machine realizó una versión de Take Care para la BBC Radio 1 en la segmento Live Lounge. La composición del sencillo "What the Water Gave Me" incluido en el segundo álbum de la banda Ceremonials, ha sido inspirado en una obra de Frida Kahlo del mismo nombre. También manifestó que la canción hace referencia al suicidio de la escritora británica Virginia Woolf. En 2012, tras el éxito del remix del escocés Calvin Harris del sencillo "Spectrum (Say My Name)", el productor decidió contar con Florence Welch en la grabación de su tercer álbum 18 Months, en la canción "Sweet Nothing" que fue lanzada como sencillo en octubre de 2012.
El 29 de noviembre de 2012, Florence se unió a los Rolling Stones en el O2 Arena de Londres para cantar Gimme Shelter. Su actuación con Mick Jagger fue descrita como "sexy" y "electrizante".

### 2015-2021: Consagración y otros proyectos
En febrero de 2015, Florence and the Machine anunciaron su tercer álbum, How Big, How Blue, How Beautiful, que fue lanzado el 1 de junio del mismo año. El álbum alcanzó el número 1 en muchos mercados, incluidos Estados Unidos, Reino Unido, Australia y Canadá. El disco generó dos de los 40 principales éxitos del Reino Unido y obtuvo tres nominaciones al Grammy.
Durante junio de 2015, Dave Grohl de Foo Fighters se rompió la pierna en el escenario antes de la próxima actuación principal de su banda en el Festival de Glastonbury, lo que provocó que Florence and the Machine fuera la banda principal. Encabezaron el festival por primera vez el 26 de junio de 2015.
En septiembre de 2016, durante una entrevista con Heat Radio, la cantante estadounidense Lady Gaga reveló que ella y Welch habían grabado una canción juntas. La pista, titulada Hey Girl, apareció más tarde en el quinto álbum de Gaga, Joanne. Las imágenes de su sesión de estudio se presentaron en el documental de Netflix de Gaga, Gaga: Five Foot Two.
En marzo de 2017, Welch apareció en Song to Song dirigida por Terrence Malick. En mayo de 2017, Welch contribuyó con una canción titulada To Be Human de la banda sonora de Wonder Woman. Coescrita con Rick Nowels, la canción es interpretada en la banda sonora de la película por Sia y Labrinth.

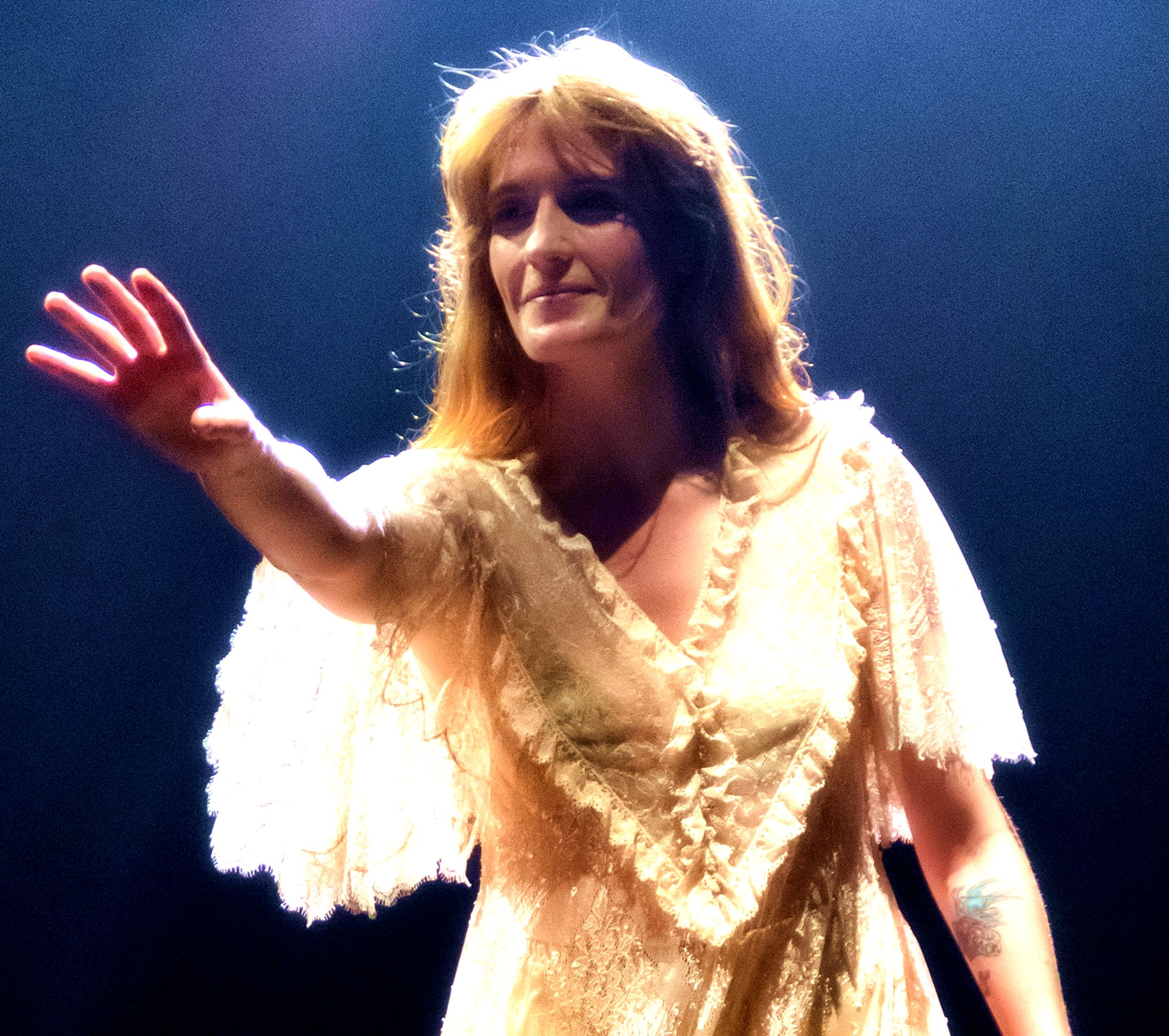
Welch actuando en el KeyArena in Seattle, Washington en 2018.

El 12 de abril de 2018, Florence and the Machine lanzó una canción titulada Sky Full of Song y un video musical adjunto en YouTube, dirigido por AG Rojas. La canción fue lanzada para el Record Store Day el 21 de abril, que apoya a las tiendas de discos tradicionales; también se lanzó una edición limitada de vinilo de 7 pulgadas. También en 2018 se lanzó el sencillo Hunger. El cuarto álbum de estudio de Florence and the Machine, High As Hope, fue lanzado el 29 de junio de 2018.
El 22 de mayo de 2018, Florence Welch realizó un dueto con Mick Jagger, en el estadio de Londres, durante la gira No Filter Tour de los Rolling Stones. Cantaron Wild Horses. En julio, Welch publicó su primer libro Useless Magic: Lyrics and Poetry. El libro muestra sus letras y poesía, junto con las ilustraciones correspondientes desde el momento de su primer álbum Lungs hasta su lanzamiento de 2018, High as Hope.
En abril de 2021, Welch anunció que estaba trabajando en la música y en la letra de una adaptación musical de El gran Gatsby de F. Scott Fitzgerald, con el productor Thomas Bartlett, coescribiendo la música de la adaptación, Martyna Majok escribiendo el guion y Rebecca Frecknall dirigiéndola. Gatsby: An American Myth, fue estrenada el 5 de junio de 2024 en el American Repertory Theater.

### 2022-presente:Dance Fever

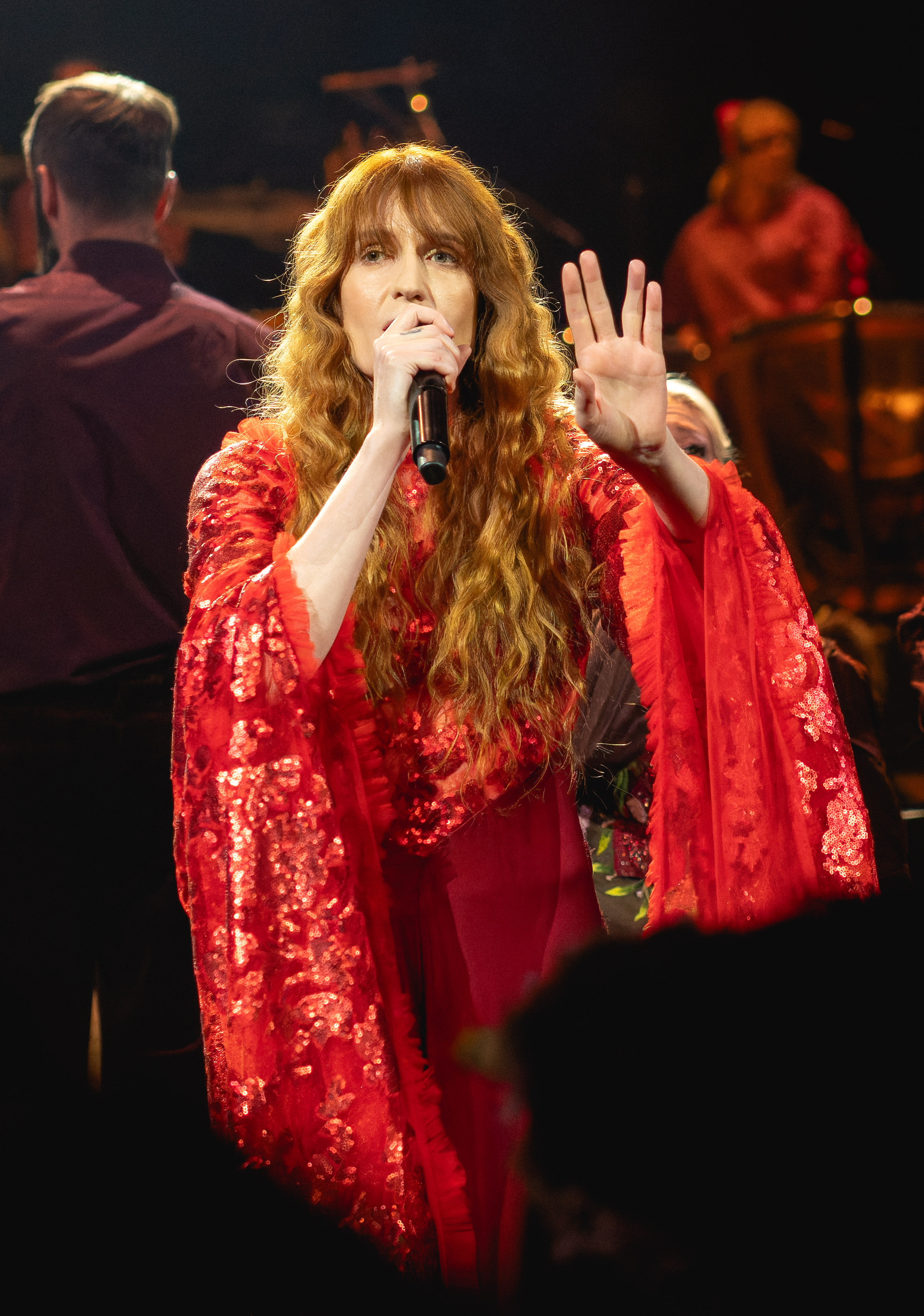
Welch actuando junto a la orquesta liderada por Jules Buckley en BBC Proms, en 2024

A principios de 2022, se confirmó que Florence and the Machine encabezaría una serie de festivales de música de verano. El 21 de febrero de 2022, miembros de club de aficionados, recibieron una misteriosa carta de tarot con Welch vestida con ropa de época. En la misma, anunciaba "King" y en el reverso, "Florence + the Machine - Chapter 1". Días más tarde, la banda publicó King, como primer sencillo de su quinto álbum titulado: Dance Fever.
Dance Fever, fue publicado el 13 de mayo de 2022. Convirtiéndose en el primer proyecto de la banda junto con los productores, Jack Antonoff y Dave Bayley; y el primero bajo el sello discográfico, Polydor Records. El director de cine, Autumn de Wilde, dirigió los videoclips de los sencillos del álbum, así como es el responsable de la fotografía y del diseño de la portada del álbum.
El 11 de septiembre de 2024, Florence + the Machine actuó con la Orquesta de Jules Buckley en el Royal Albert Hall para la serie BBC Proms 2024. La actuación se lanzó como álbum titulado Symphony of Lungs el 25 de octubre de 2024. En agosto y octubre de 2024, respectivamente, Welch interpretó «Florida!!!» con Taylor Swift en la última parada de The Eras Tour en Londres y en las paradas de la gira en Miami.
En 2025, Welch colaboró con el proyecto musical Everything Is Recorded (dirigido por Richard Russell) en el tema "Never Felt Better", en el que también participa el cantante Sampha.

## Arte
Welch ha sido comparada con otras cantantes como Kate Bush, Stevie Nicks, Siouxsie Sioux, PJ Harvey, Shirley Manson, Alison Goldfrapp, Tori Amos y Björk. En 2023, Rolling Stone puso a Welch en el número 128 en su lista de los 200 mejores cantantes de todos los tiempos. Al describir Lungs, Welch dijo: 

"Cuando escribía estas canciones, solía referirme a mí misma como el Robot de Florence... porque realmente me gusta que una máquina piense en cómo suenan los instrumentos orgánicos".

### Influencias
Durante las entrevistas, Welch ha citado a las cantantes Grace Slick, Alanis Morissette y Stevie Nicks como influencias y "heroínas". Dijo a Rolling Stone en 2010, "Estoy bastante obsesionada con [Stevie] Nicks, por su estilo vocal. Me gusta verla en YouTube, sus antiguas actuaciones, la forma en que se mueve y todo".
También ha incluido en sus primeras influencias a personas como John Cale, Otis Redding, Siouxsie Sioux, David Byrne y Lou Reed. En una reseña de Ceremonials, Jody Rosen de Rolling Stone describió el estilo de Florence and the Machine como "oscuro, robusto y romántico", y consideró la balada Only If for a Night como una mezcla de soul clásico y art rock inglés. Welch afirmó que sus letras estaban relacionadas con artistas del Renacimiento: "Estamos lidiando con las mismas cosas que ellos: amor y muerte, tiempo y dolor, cielo e infierno". Welch ha utilizado imágenes religiosas en su música y actuaciones, aunque ha declarado: "No soy una persona religiosa. El sexo, la violencia, el amor, la muerte, son los temas con los que estoy luchando constantemente, todo está relacionado con la religión".

### Imagen

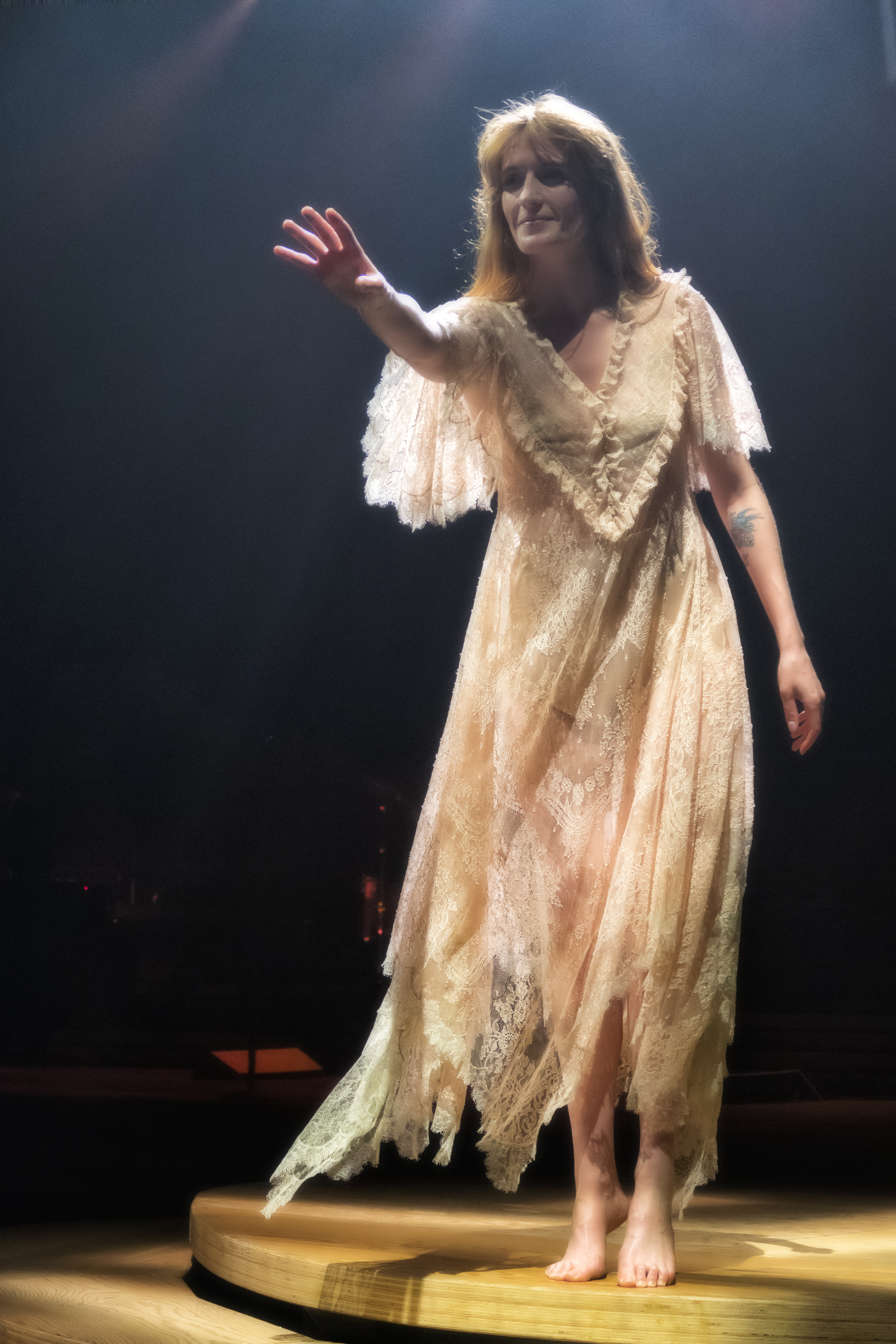
Welch (High as Hope Tour, en 2018) suele en sus conciertos actuar descalza. A menudo se la puede ver con vestidos vaporosos y transparentes, ya sea en el escenario o en otras partes.
.

Welch es conocida por su estilo distintivo de ropa, a menudo realiza conciertos con vestidos ligeros de Gucci, descalza y sin joyas. Vogue describió su estilo como bohemio y la llamó "la reina del estilo bohemio".
Al hablar de su peculiar estilo de moda, Welch dijo: 

"Para el escenario, este es La Dama de Shalott conoce a Ofelia... mezclada con la aterradora mujer murciélago gótica. Pero en la vida real soy algo remilgada".

Welch a menudo mezcla influencias artísticas tanto en su estilo de moda como en su música, con un fuerte guiño hacia el estilo de la Hermandad Prerrafaelita. En 2011, Gucci la vistió para su gira de verano y una actuación en el desfile de Chanel en la Semana de la Moda de París. Welch describe al grupo de drag queen estadounidense de los años 70 The Cockettes y a la cantante de chanson francesa Françoise Hardy como mentores de moda. Welch también ha nombrado a Stevie Nicks, miembro de Fleetwood Mac, como una influencia musical, de la moda y general. A veces se puede ver a Welch en un concierto rindiendo homenaje al famoso vestido ondulante de Nicks.

## Discografía

### Con Florence and the Machine
Véase Discografía de Florence and the Machine
- 2009: Lungs
- 2011: Ceremonials
- 2015: How Big, How Blue, How Beautiful
- 2018: High As Hope
- 2022: Dance Fever

### Con otros artistas

#### Como artista invitada
| Sencillo                                                 | Año  | Posiciones en listas | Posiciones en listas | Posiciones en listas | Posiciones en listas | Posiciones en listas | Posiciones en listas | Posiciones en listas | Posiciones en listas | Posiciones en listas | Posiciones en listas | Certificaciones                                                                                    | Álbum              |
| Sencillo                                                 | Año  | UK                   | AUS                  | AUT                  | CAN                  | GER                  | IRE                  | NZ                   | NOR                  | SWI                  | US                   | Certificaciones                                                                                    | Álbum              |
| -------------------------------------------------------- | ---- | -------------------- | -------------------- | -------------------- | -------------------- | -------------------- | -------------------- | -------------------- | -------------------- | -------------------- | -------------------- | -------------------------------------------------------------------------------------------------- | ------------------ |
| "Sweet Nothing" (Calvin Harris featuring Florence Welch) | 2012 | 1                    | 2                    | 29                   | 15                   | 19                   | 1                    | 2                    | 13                   | 36                   | 10                   | - BPI: Platino - ARIA: 3× Platino - BVMI: Oro - MC: 2× Platino - RIAA: 2× Platino - RIANZ: Platino | 18 Months          |
| "Wild Season" (Banks & Steelz featuring Florence Welch)  | 2017 | —                    | —                    | —                    | —                    | —                    | —                    | —                    | —                    | —                    | —                    | | Anything But Words |

#### Apariciones en otros álbumes
| Año  | Título                                                          | Artista                   | Álbum                              |
| ---- | --------------------------------------------------------------- | ------------------------- | ---------------------------------- |
| 2009 | «She's No Sense» (como corista)                                 | The Big Pink              | Dominos (Single)                   |
| 2010 | «Here Lies Love»                                                | David Byrne y Fatboy Slim | Here Lies Love                     |
| 2012 | «My Baby Just Cares For Me» (en vivo desde The Hootenanny 2009) | Jools Holland             | The Golden Age Of Song             |
| 2013 | «I Come Apart»                                                  | ASAP Rocky                | Long. Live. ASAP (versión de lujo) |
| 2016 | «Hey Girl»                                                      | Lady Gaga                 | Joanne                             |
| 2019 | «Wild Horses» (en vivo desde London Stadium)                    | The Rolling Stones        | Honk                               |
| 2019 | «Cheating On A Stranger» (como corista)                         | Adam Green                | Engine Of Paradise                 |
| 2024 | «Florida!!!»                                                    | Taylor Swift              | The Tortured Poets Department      |

### Créditos de composición y otras apariciones
| Año  | Título                       | Artista(s)     | Álbum                         | Créditos    |
| ---- | ---------------------------- | -------------- | ----------------------------- | ----------- |
| 2016 | "Goodnight Gotham"           | Rihanna        | Anti                          | Coescritora |
| 2017 | "To Be Human" (con Labrinth) | Sia            | Wonder Woman (banda sonora)   | Coescritora |
| 2020 | "Easier" (con Lowes)         | CamelPhat      | Dark Matter                   | Coescritora |
| 2022 | "We Cry Together"            | Kendrick Lamar | Mr Morale & The Big Stepper   | Coescritora |
| 2024 | "Florida!!!"                 | Taylor Swift   | The Tortured Poets Department | Coescritora |

## Filmografía
- 2017 : Song to Song
- 2020 : The Third Day (Miniserie de TV)

## Premios y reconocimientos
Premios Ivor Novello
| Año  | Nominación | Premio                       | Resultado | Ref(s). |
| ---- | ---------- | ---------------------------- | --------- | ------- |
| 2017 | Ella misma | Reconocimiento internacional | Ganadora  | Ref.    |
| 2023 | Ella misma | Compositor del año           | Nominada  | Ref.    |

Premios Grammy
| Año  | Nominación                              | Premio                            | Resultado | Ref(s). |
| ---- | --------------------------------------- | --------------------------------- | --------- | ------- |
| 2013 | "Sweet Nothing" (junto a Calvin Harris) | Mejor grabación dance/electrónica | Nominada  | Ref.    |
| 2016 | "What Kind of Man"                      | Mejor canción rock                | Nominada  | Ref.    |